# David Begelman
David Begelman, né le 26 août 1921 à New York, mort le 7 août 1995 à Century City par suicide, est un agent artistique et producteur américain. 

## Biographie
Dépourvu de diplômes, il travaille 11 ans chez MCA, y finissant  vice-président. En 1960, il crée avec Freddie Fields (en) l'agence artistique Creative Management Associates (CMA), dont les clients sont Judy Garland, Barbra Streisand, Marilyn Monroe, Liza Minnelli, Woody Allen, Richard Burton, Peter Sellers, Gregory Peck, Henry Fonda, Rock Hudson, Carol Channing, parmi d'autres. 
En 1973, il quitte CMA pour prendre la présidence de Columbia Pictures, où il produit Tommy, Shampoo (1975), Un cadavre au dessert (1976) et Rencontres du troisième type (1977). 
En 1978, dans un article du Wall Street Journal (puis dans un livre, Indecent Exposure), David McClintick révèle que Begelman a escroqué la Columbia de 65 000 dollars. Licencié et banni des studios, il est engagé par Kirk Kerkorian en 1980 pour prendre la présidence de la MGM, où, à l'exception de Poltergeist, tous ses films sont des échecs.
Remplacé par Frank Yablans en 1982, il fonde ses propres sociétés de production : Sherwood Products puis Gladden Entertainment. Après quelques films à succès (Mr. Mom, Week-end chez Bernie et Mannequin), Gladden Entertainment fait faillite dans la seconde moitié des années 1990.   
En 1995, à l'âge de 73 ans, Begelman se suicide dans une chambre d'hôtel de Century City, à Los Angeles.